# Cuyultitán
Cuyultitán est une municipalité du département de La Paz au Salvador.